# Білани
Білани́ — село в Україні, у Річківській сільській громаді Сумського району Сумської області. Населення становить 864 особи. До 2018 орган місцевого самоврядування — Вирівська сільська рада.

## Географія
Село Білани розташоване на березі річки Вир, вище за течією на відстані 3 км розташовані села Самара та Стрільцеве, нижче за течією примикає село Вири.
За 2 км розташовані села: Котенки та Шевченківка.
У селі річка Коршачина впадає у Вир.
Поруч пролягає залізниця, станція Вири.

## Історія
- Село постраждало внаслідок геноциду українського народу, проведеного урядом СССР 1923—1933 та 1946–1947 роках[джерело?].
- 12 червня 2020 року, відповідно до Розпорядження Кабінету Міністрів України № 723-р «Про визначення адміністративних центрів та затвердження територій територіальних громад Сумської області» увійшло до складу Річківської сільської громади.[1] 19 липня 2020 року, в результаті адміністративно-територіальної реформи та ліквідації  Білопільського району, село увійшло до складу новоутвореного Сумського району[2].

## Економіка
- Вирівське хлібоприймальне виробництво.
- Агрофірма «Схід-2005», ТОВ.